# Nicolas Mercier
Nicolas Mercier est un scénariste et un réalisateur français.

## Filmographie

### Scénariste

#### Pour la télévision
- 2005 et 2008 : Clara Sheller, série télévisée réalisée par Renaud Bertrand et Alain Berliner sur une idée de Nicolas Mercier - 12 épisodes (scénario et dialogues) : 6 en 2005 et 6 en 2008
- 2007 : Le Ciel sur la tête, téléfilm de Régis Musset
- 2010 : Le Grand Ménage, téléfilm de Régis Musset
- 2015 : Dix pour cent, série télévisée créée par Fanny Herrero
- 2017 : Mention particulière, téléfilm de Christophe Campos
- 2019 : Ce soir-là et les jours d'après, téléfilm de Marion Laine

#### Pour le cinéma
- 2010 : Mon pire cauchemar d'Anne Fontaine
- 2012 : Grand Départ de Nicolas Mercier
- 2013 : Tu veux ou tu veux pas de Tonie Marshall

### Réalisateur
- 2012 : Grand Départ

## Distinctions
- 2017 : Meilleur scénario pour Mention particulière au Festival de la fiction TV de La Rochelle[1]